# Col du Lein
Pour les articles ayant des titres homophones, voir Lin.
Le col du Lein (aussi col du Lin, ou pas du Lin) est un col des Alpes suisses (1 686 mètres) reliant les villages de Saxon, dans la plaine du Rhône au Levron, village de la commune de Vollèges.
Historiquement, le col du Lein a toujours été un lieu de passage. La liaison Sembrancher - Levron - Saxon constituait le chemin le plus court et le plus sûr reliant l'Entremont, donc l'Italie du Nord, au Haut-Valais. En effet, le goulet des Trappistes, entre Sembrancher et Bovernier était peu recommandable.
Les pierres à écuelles du col du Lein ont suscité bien des interrogations quant à leur utilité.
L'alpage du col du lein reçoit le bétail des paysans du Levron durant l'été.
Une micro-centrale électrique a été aménagée au col du Lein en 1997. Celle-ci turbine l'eau acheminée depuis Louvie, au fond de la vallée de Bagnes. Il s'agit de l'eau potable et de l'eau d'irrigation utilisée par la commune de Vollèges. La chute d'eau est de 298,8 mètres, le débit d'eau est de 0,18 mètre cube à la seconde et la puissance est de 470 kilowatts. La turbine utilisée est de type Pelton à deux jets.
Le col du Lein est un lieu de passage du rallye automobile international du Valais.